# Raoul Servais
Raoul Servais (Ostenda, 1º maggio 1928 – Middelkerke, 17 marzo 2023) è stato un regista e sceneggiatore belga.

## Biografia
Diplomatosi all'Accademia reale di belle arti di Gand, si avvicinò al cinema d'animazione a partire dal 1950. Nel 1969 partecipò al Festival di Cannes con il cortometraggio Harpya. Nel 2019 fu premiato con il Premio Magritte onorario.

## Filmografia
- Chromophobia (1966)
- Papillons de nuit (1997)

## Premi e riconoscimenti
- 1972 - Festival di Cannes
  - Premio della giuria - Operation X-70
- 1979 - Festival di Cannes
  - Palma d'oro al cortometraggio - Harpya
- 1998 - Festival internazionale del film d'animazione di Annecy
  - Grand Prix - Papillons de nuit
- 2019 - Premio Magritte
  - Premio Magritte onorario